# 도코로정
도코로정(일본어: 常呂町)은 일본 홋카이도 오호츠크 관내의 도코로군에 속했던 정이다.

## 지리
아바시리 지청 중부에 위치하고, 북부는 오호츠크해에 접해 있으며, 도쿠로강 하구가 있다. 서부는 사로마 호수에 인접, 남부는 구릉지대이다.
해안에 위치하지만 여름과 겨울의 기온차가 비교적 크다. 여름은 32도, 겨울은 영하 20도 정도. 겨울철에는 유빙이 접안한다.
기상청의 세분화에서 일기예보 및 경보주의보는 기타미 지방이 아닌 아바시리 서부 지방이 된다. 

## 역사
- 1915년 4월 1일 - 도코로군 도코로촌이 되었다.
- 1950년 11월 1일 - 정으로 승격해, 도코로정이 되었다.
- 2006년 3월 5일 - 루베시베정, 단노정, 구 기타미시와 합병해, 4시정 구역에 새로운 기타미시가 설치되어, 기타미시 도코로정이 되었다. 도코로정, 루베시베정, 단노정과 함께 도코로군은 소멸하였다.

## 교통

### 철도
- 홋카이도 여객철도
  - 세키호쿠 본선

### 도로
- 국도 238호선